# Giải vô địch bóng đá Nam Mỹ 1959 (Argentina)
Giải vô địch bóng đá Nam Mỹ 1959 (đợt 1) là giải vô địch bóng đá Nam Mỹ lần thứ 26, diễn ra ở Argentina từ 7 tháng 3 đến 4 tháng 4 năm 1959. Giải đấu có 7 đội tuyển tham gia, đấu vòng tròn tính điểm để chọn ra nhà vô địch. Đương kim vô địch Argentina bảo vệ được chức vô địch sau khi vượt qua Brasil ở lượt trận đấu cuối.

## Địa điểm
| Buenos Aires                                    |
| ----------------------------------------------- |
| Sân vận động tượng đài Antonio Vespucio Liberti |
| Sức chứa: 67.664                                |
|                                                 |

## Kết quả
| Argentina | 6 | 5 | 1 | 0 | 19 | 5  | +14 | 11 |
| Brasil    | 6 | 4 | 2 | 0 | 17 | 7  | +10 | 10 |
| Paraguay  | 6 | 3 | 0 | 3 | 12 | 12 | 0   | 6  |
| Perú      | 6 | 1 | 3 | 2 | 10 | 11 | −1  | 5  |
| Chile     | 6 | 2 | 1 | 3 | 9  | 14 | −5  | 5  |
| Uruguay   | 6 | 2 | 0 | 4 | 15 | 14 | +1  | 4  |
| Bolivia   | 6 | 0 | 1 | 5 | 4  | 23 | −19 | 1  |

## Trận đấu
| Argentina                                                                               | 6–1 | Chile            |
| --------------------------------------------------------------------------------------- | --- | ---------------- |
| Pedro Manfredini 5', 50' · Pedro Callá 7' · Juan José Pizzuti 17', 39' · Raúl Belén 75' |     | Luis Álvarez 25' |

| Uruguay | 7–0 | Bolivia |
| --- | --- | ------- |
| José Sasía 5' · Guillermo Escalada 12' · Víctor Guaglianone 17' · Carlos Borges 60', 65' · Vladas Douksas 69' · Domingo Pérez 89' |     |         |

| Brasil              | 2–2 | Perú                    |
| ------------------- | --- | ----------------------- |
| Didi 24' · Pelé 48' |     | Juan Seminario 59', 77' |

| Paraguay            | 2–1 | Chile                      |
| ------------------- | --- | -------------------------- |
| José Aveiro 8', 14' |     | Leonel Sánchez 34' (ph.đ.) |

| Argentina                          | 2–0 | Bolivia |
| ---------------------------------- | --- | ------- |
| Omar Corbatta 2' · Pedro Callá 79' |     |         |

| Perú                                                  | 5–3 | Uruguay                                                 |
| ----------------------------------------------------- | --- | ------------------------------------------------------- |
| Miguel Ángel Loayza 4', 27', 42' · Juan Joya 29', 79' |     | Héctor Demarco 2' · Vladas Douksas 31' · José Sasía 81' |

| Paraguay                                                            | 5–0 | Bolivia |
| ------------------------------------------------------------------- | --- | ------- |
| Cayetano Ré 1', 21', 50' · Ildefonso Sanabria 11' · José Aveiro 51' |     |         |

| Brasil                   | 3–0 | Chile |
| ------------------------ | --- | ----- |
| Pelé 43', 45' · Didi 89' |     |       |

| Uruguay                                                 | 3–1 | Paraguay        |
| ------------------------------------------------------- | --- | --------------- |
| Héctor Demarco 2' · Vladas Douksas 37' · José Sasía 85' |     | José Aveiro 77' |

| Argentina                                                              | 3–1 | Perú                    |
| ---------------------------------------------------------------------- | --- | ----------------------- |
| Omar Corbatta 18' (ph.đ.) · Rubén Sosa 42' · Víctor Benítez 78' (l.n.) |     | Miguel Ángel Loayza 51' |

| Brasil                                        | 4–2 | Bolivia                                 |
| --------------------------------------------- | --- | --------------------------------------- |
| Pelé 16' · Paulo Valentim 18', 26' · Didi 89' |     | Ricardo Alcón 12' · Ausberto García 22' |

| Chile     | 1–1 | Perú                    |
| --------- | --- | ----------------------- |
| Tovar 77' |     | Miguel Ángel Loayza 12' |

| Argentina                                              | 3–1 | Paraguay        |
| ------------------------------------------------------ | --- | --------------- |
| Omar Corbatta 15' · Rubén Sosa 63' · Vladislao Cap 69' |     | José Parodi 36' |

| Chile                                                             | 5–2 | Bolivia                 |
| ----------------------------------------------------------------- | --- | ----------------------- |
| Mario Soto 7', 42' · Juan Soto Mura 17', 51' · Leonel Sánchez 89' |     | Máximo Alcócer 25', 76' |

| Brasil                       | 3–1 | Uruguay                |
| ---------------------------- | --- | ---------------------- |
| Paulo Valentim 62', 80', 89' |     | Guillermo Escalada 36' |

| Perú | 0–0 | Bolivia |
| ---- | --- | ------- |
|      |     |         |

| Brasil                              | 4–1 | Paraguay       |
| ----------------------------------- | --- | -------------- |
| Pelé 25', 31', 63' · Chinesinho 35' |     | José Parodi 4' |

| Argentina                                 | 4–1 | Uruguay            |
| ----------------------------------------- | --- | ------------------ |
| Raúl Belén 15', 60' · Rubén Sosa 55', 80' |     | Héctor Demarco 85' |

| Paraguay             | 2–1 | Perú              |
| -------------------- | --- | ----------------- |
| José Aveiro 32', 68' |     | Gómez Sánchez 51' |

| Chile            | 1–0 | Uruguay |
| ---------------- | --- | ------- |
| Mario Moreno 88' |     |         |

| Argentina             | 1–1 | Brasil   |
| --------------------- | --- | -------- |
| Juan José Pizzuti 40' |     | Pelé 58' |

### Vô địch
| Vô địch Cúp bóng đá Nam Mỹ 1959 (đợt 1) Argentina Lần thứ 12 |

## Danh sách cầu thủ ghi bàn
8 bàn
- Pelé

6 bàn
- José Aveiro

5 bàn
- Paulo Valentim
- Miguel Angel Loayza

4 bàn
- Rubén Héctor Sosa

3 bàn
- Juan José Pizzuti
- Omar Oreste Corbatta
- Raúl Belén
- Didi
- Cayetano Ré
- Héctor Demarco
- José Sasía
- Vladas Douksas

2 bàn
| - Pedro Eugenio Callá - Pedro Waldemar Manfredini - Máximo Alcócer - Juan Soto Mura | - Leonel Sánchez - Mario Soto - José Parodi - Juan Joya | - Juan Seminario - Carlos Borges - Guillermo Escalada |

1 bàn
| - Vladislao Cap - Ausberto García - Ricardo Alcón - Chinesinho | - Luis Hernán Álvarez - Mario Moreno - Tovar - Ildefonso Sanabria | - Óscar Gómez Sánchez - Domingo Pérez - Víctor Guaglianone |

phản lưới nhà
- Víctor Benítez (trong trận gặp Argentina)